# Diocèse du Finistère
Cet article court présente un sujet plus développé dans : Diocèse de Quimper et Léon, Ancien diocèse de Cornouaille et Ancien diocèse de Léon.
Le diocèse du Finistère ou, en forme longue, le diocèse du département du Finistère est un ancien diocèse de l'Église constitutionnelle en France.
Créé par la Constitution civile du clergé de 1790, il est supprimé à la suite du concordat de 1801. Il couvrait le département du Finistère. Le siège épiscopal était Quimper.

### Article lié
- Diocèse de Quimper et Léon